# Bugula subglobosa
Bugula subglobosa är en mossdjursart som beskrevs av Harmer 1926. Bugula subglobosa ingår i släktet Bugula och familjen Bugulidae. Inga underarter finns listade i Catalogue of Life.